# HERO'S選手一覧
HERO'S選手一覧は、総合格闘技イベント「HERO'S」に参戦経験がある選手の一覧。

## あ行
- アイヴァン・メンジバー（イヴァン・メンジバー）（ カナダ）
- 秋山成勲（ 日本）
- 曙（ 日本）
- 浅野倫久（ 日本）
- アラン・カラエフ（ ロシア）
- アリ・イブラヒム（ エジプト）
- アリスター・オーフレイム（ オランダ）
- 有村修也（ 日本）
- アルトゥール・ウマハノフ（ ロシア）
- アレッシャンドリ・フランカ・ノゲイラ（ ブラジル）
- アントニオ・シウバ（ ブラジル）
- アントニオ・マッキー（ アメリカ合衆国）
- アンドレ・ジダ（ ブラジル）
- アンディ・オロゴン（ ナイジェリア）
- イアン・シャファー（ オーストラリア）
- イ・ウンス（ 韓国）
- 池田祥規（ 日本）
- 石澤常光（ 日本）
- イストバン・マヨロシュ（ ハンガリー）
- イ・テヒョン（ 韓国）
- イド・バリエンテ（ イスラエル）
- 井上克也（ 日本）
- イ・ミョンジュ（ 韓国）
- イム・ジュンス（ 韓国）
- ヴァレンタイン・オーフレイム（ オランダ）
- 上山龍紀（ 日本）
- 宇野薫（ 日本）
- エリカス・ペトライティス（ リトアニア）
- エルメス・フランカ（ ブラジル）
- 大山峻護（ 日本）
- オーレ・ローセン（ デンマーク）
- 岡見勇信（ 日本）
- 奥田正勝（ 日本）
- 尾崎広紀（ 日本）

## か行
- カイシノフ・ゲオルギー（ ロシア）
- カク・ユンソブ（クァク・ユン・ソブ）（ 韓国）
- 勝村周一朗（ 日本）
- 金子賢（ 日本）
- 金原弘光（ 日本）
- 金原正徳（ 日本）
- カール"トゥームストーン"トゥーミィ（ オーストラリア）
- カーロス・ニュートン（ カナダ）
- 菊地昭（ 日本）
- キム・ジョンマン（ 韓国）
- キム・ジョンワン（ 韓国）
- キム・デウォン（ 韓国）
- キム・ドヒョン（ 韓国）
- キム・ミンス（ 韓国）
- 金泰泳（ 日本）
- クォン・アソル（ 韓国）
- 國奥麒樹真（ 日本）
- クラウスレイ・グレイシー（ アメリカ合衆国）
- クリストフ・ミドゥ・"ザ・フェニックス"（ フランス）
- ゲーリー・グッドリッジ（ トリニダード・トバゴ）
- ケスタティス・スミルノヴァス（ リトアニア）
- ケビン・ケーシー（ アメリカ合衆国）

## さ行
- 桜庭和志（ 日本）
- 佐藤豪則（ 日本）
- ザ・プレデター（ アメリカ合衆国）
- サム・グレコ（ オーストラリア）
- ジェイク・シールズ（ アメリカ合衆国）
- J.Z.カルバン（ ブラジル）
- ジェロム・レ・バンナ（ フランス）
- 柴田勝頼（ 日本）
- ジミー・アンブリッツ（ アメリカ合衆国）
- ジャイアント・シルバ（ ブラジル）
- シャミール・ガイダルベコフ（ ロシア）
- ジャン・フィニー（ アメリカ合衆国）
- ショーン・オヘア（ アメリカ合衆国）
- シン・ヒョンピョ（ 韓国）
- 須藤元気（ 日本）
- セミー・シュルト（ オランダ）
- ゼルグ・"弁慶"・ガレシック（ クロアチア）
- セルゲイ・ハリトーノフ（ ロシア）
- ソン・オンシク（ 韓国）

## た行
- 高橋渉（ 日本）
- 高橋義生（ 日本）
- 高谷裕之（ 日本）
- 瀧川リョウ（ 日本）
- 竹内出（ 日本）
- 田村潔司（ 日本）
- チェ・ムベ（ 韓国）
- 地主正孝（ 日本）
- チョ・ジョンファン（ 韓国）
- 徹肌ィ郎（ 日本）
- デニス・カーン（ カナダ /  韓国）
- 戸井田カツヤ（ 日本）
- 所英男（ 日本）
- 外岡真徳（ 日本）
- トム・エリクソン（ アメリカ合衆国）
- ドン・フライ（ アメリカ合衆国）

## な行
- 内藤征弥（ 日本）
- 長井憲治（ 日本）
- 中尾芳広（ 日本）
- 永田克彦（ 日本）
- 中原太陽（ 日本）
- 中村大介（ 日本）
- 西内太志朗（ 日本）

## は行
- ハービー・ハラ（ イギリス）
- ハニ・ヤヒーラ（ ブラジル）
- ハビエル・バスケス（ アメリカ合衆国）
- 浜中和宏（ 日本）
- ハリッド"ディ・ファウスト"（ ドイツ）
- BJペン（ アメリカ合衆国）
- ヒース・ヒーリング（ アメリカ合衆国）
- ピーター・アーツ（ オランダ）
- ビトー・シャオリン・ヒベイロ（ ブラジル）
- ビビアーノ・フェルナンデス（ ブラジル）
- ファイ・ファラモエ（ ニュージーランド）
- ファビオ・シウバ（ ブラジル）
- ブラックマンバ（ インド）
- ブラッド・ピケット（ イギリス）
- ブロック・レスナー（ アメリカ合衆国）
- ベルナール・アッカ（ コートジボワール）
- ポアイ菅沼（ アメリカ合衆国）
- ホイス・グレイシー（ ブラジル）
- ホイラー・グレイシー（ ブラジル）
- 朴光哲（ 日本）
- ホドリゴ・グレイシー（ ブラジル）
- ボビー・オロゴン（ ナイジェリア）
- ボブ・サップ（ アメリカ合衆国）
- ホ・ミンソク（ 韓国）

## ま行
- マイティ・モー（ アメリカ合衆国）
- マゴメド・スルタンアクメドフ（ ロシア）
- マルセロ・ガッシア（ ブラジル）
- 三浦広光（ 日本）
- ミノワマン（美濃輪育久）（ 日本）
- 宮田和幸（ 日本）
- 村浜武洋（ 日本）
- メルヴィン・マヌーフ（ オランダ）
- 毛利昭彦（ 日本）
- 門馬秀貴（ 日本）

## や行
- 安廣一哉（ 日本）
- ヤニ・ラックス（ スウェーデン）
- 山本篤（ 日本）
- 山本"KID"徳郁（ 日本）
- 山本宜久（ 日本）
- ヤン・"ザ・ジャイアント"・ノルキヤ（ 南アフリカ共和国）
- ユーリー・キセリオ（ ウクライナ）
- ユン・ドンシク（ 韓国）
- ヨアキム・ハンセン（ ノルウェー）
- 吉田幸治（ 日本）

## ら行
- ラモン・デッカー（ オランダ）
- リッチ・クレメンティ（ アメリカ合衆国）
- LYOTO（ ブラジル）
- RYO（ 日本）
- レイ・セフォー（ ニュージーランド）
- レミギウス・モリカビュチス（ リトアニア）

## わ行
- WAKASHOYO（若翔洋）（ 日本）